# Отаглы
Отаглы (азерб. Otaqlı) — село в Кельбаджарском районе Азербайджана.

## История
В результате Первой карабахской войны в апреле 1993 года село Отаглы перешло под контроль непризнанной Нагорно-Карабахской Республики и согласно её административно-территориальному делению входило в состав Шаумяновского района НКР.
25 ноября 2020 года на основании трёхстороннего соглашения между Азербайджаном, Арменией и Россией от 10 ноября 2020 года Кельбаджарский район возвращён под контроль Азербайджана. В январе 2021 года Минобороны Азербайджана опубликовало видеокадры из  села Отаглы.